# Manarola
Manarola (IPA: [manaˈrɔla]) je jedna z obcí Cinque Terre , které jsou zapsané ve světovém dědictví UNESCO (administrativně je Manarola částí obce Riomaggiore). Leží v provincii La Spezia, v Ligurii, na severozápadě Itálie. Manarola leží ve východní části Italské riviéry, nazývané Riviera di Levante. Obec leží na pobřeží Ligurského moře, v Janovském zálivu, je umístěná na skále v nadmořské výšce 3 až 25 m. Původními ekonomickými zdroji místních obyvatel byl rybolov a vinařství, v současné době je to především turismus.